# Winnetoon
Winnetoon és una població dels Estats Units a l'estat de Nebraska. Segons el cens del 2000 tenia 70 habitants.

## Demografia
Segons el cens del 2000, Winnetoon tenia 70 habitants, 33 habitatges, i 22 famílies. La densitat de població era de 93,2 habitants per km².
Dels 33 habitatges en un 21,2% hi vivien nens de menys de 18 anys, en un 48,5% hi vivien parelles casades, en un 18,2% dones solteres, i en un 33,3% no eren unitats familiars. En el 30,3% dels habitatges hi vivien persones soles el 21,2% de les quals corresponia a persones de 65 anys o més que vivien soles. El nombre mitjà de persones vivint en cada habitatge era de 2,12 i el nombre mitjà de persones que vivien en cada família era de 2,64.
Per edats la població es repartia de la següent manera: un 20% tenia menys de 18 anys, un 1,4% entre 18 i 24, un 25,7% entre 25 i 44, un 30% de 45 a 60 i un 22,9% 65 anys o més.
L'edat mediana era de 46 anys. Per cada 100 dones de 18 o més anys hi havia 93,1 homes.
La renda mediana per habitatge era de 19.000 $ i la renda mediana per família de 20.625 $. Els homes tenien una renda mediana de 25.625 $ mentre que les dones 22.083 $. La renda per capita de la població era de 13.270 $. Aproximadament el 18,2% de les famílies i el 15,2% de la població estaven per davall del llindar de pobresa.

## Poblacions més properes
El següent diagrama mostra les poblacions més properes.